# Alodia
Alodia, còn được biết đến với tên gọi khác là Alwa (tiếng Hy Lạp cổ: Aρουα, Aroua; tiếng Ả Rập: علوة, ʿAlwa), là một vương quốc thuộc thời kỳ Trung Cổ của người Nubia, nó nằm ở miền Trung và Nam Sudan ngày nay. Kinh đô của nó là thành phố Soba, thành phố này có vị trí nằm gần thành phố Khartoum vốn là nơi giao điểm của hai con sông Nile xanh và sông Nile Trắng.
Vương quốc này được thành lập sau khi vương quốc Kush sụp đổ vào khoảng năm 350 CN, Alodia được nhắc đến lần đầu tiên trong các ghi chép lịch sử là vào năm 569. Nó là vương quốc cuối cùng trong số ba vương quốc của người Nubia cải sang Kitô giáo vào năm 580, sau Nobadia và Makuria. Vương quốc này có thể đã đạt tới đỉnh cao của nó trong giai đoạn từ thế kỷ thứ 9–12 khi đó các ghi chép cho thấy rằng nó đã tỏ ra vượt trội về mặt diện tích, sức mạnh quân sự và sự thịnh vượng về mặt kinh tế so với người láng giềng phía bắc, Makuria, vốn có mối quan hệ mật thiết về mặt triều đại với nó. Vốn là một quốc gia rộng lớn và đa văn hóa, Alodia nằm dưới sự cai trị của một vị vua hùng mạnh và các thống đốc tỉnh được nhà vua bổ nhiệm. Kinh đô Soba của nó được miêu tả là một thành phố của "những căn nhà và nhà thờ rộng lớn đầy ắp vàng và các khu vườn", nó đã thịnh vượng với vai trò là một trung tâm mậu dịch. Hàng hóa đã đến từ Makuria, Trung Đông, Tây Phi, Ấn Độ và thậm chí là cả Trung Quốc.
Từ thế kỷ thứ 12 và đặc biệt là từ thế kỷ thứ 13 trở đi, Alodia đã suy yếu có thể là do các cuộc xâm lược từ phía nam, hạn hán và sự thay đổi các tuyến đường thương mại. Vào thế kỷ thứ 14, vương quốc này có thể đã bị bệnh dịch hạch tàn phá, trong khi đó các bộ lạc Ả rập cũng đã bắt đầu di cư tới khu vực thượng nguồn Thung lũng sông Nile. Vào khoảng năm 1500, Soba đã rơi vào tay của người Ả Rập hoặc người Funj. Điều này dường như đã đánh dấu sự kết thúc của Alodia, mặc dù vậy một số truyền thuyết truyền miệng của người Sudan kể lại rằng nó vẫn còn tồn tại dưới tên gọi là vương quốc Fazughli ở khu vực biên giới Ethiopia–Sudan. Sau khi Soba bị phá hủy, người Funj đã thiết lập nên vương quốc Hồi giáo Sennar, và mở ra thời kỳ Hồi giáo hóa và Ả rập hóa.

## Nguồn gốc

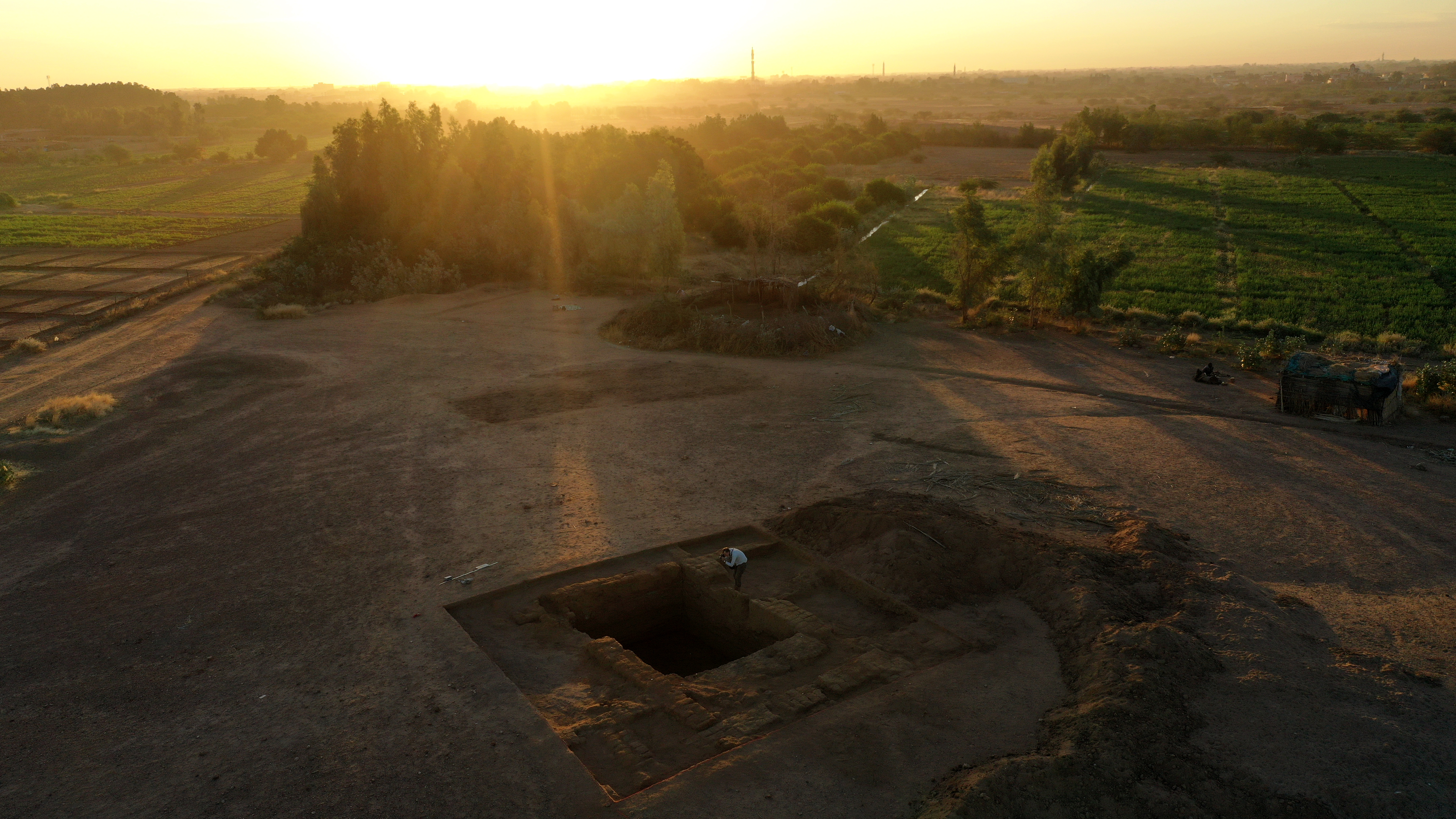
Soba trong các cuộc khai quật vào cuối năm 2019

### Nguồn gốc

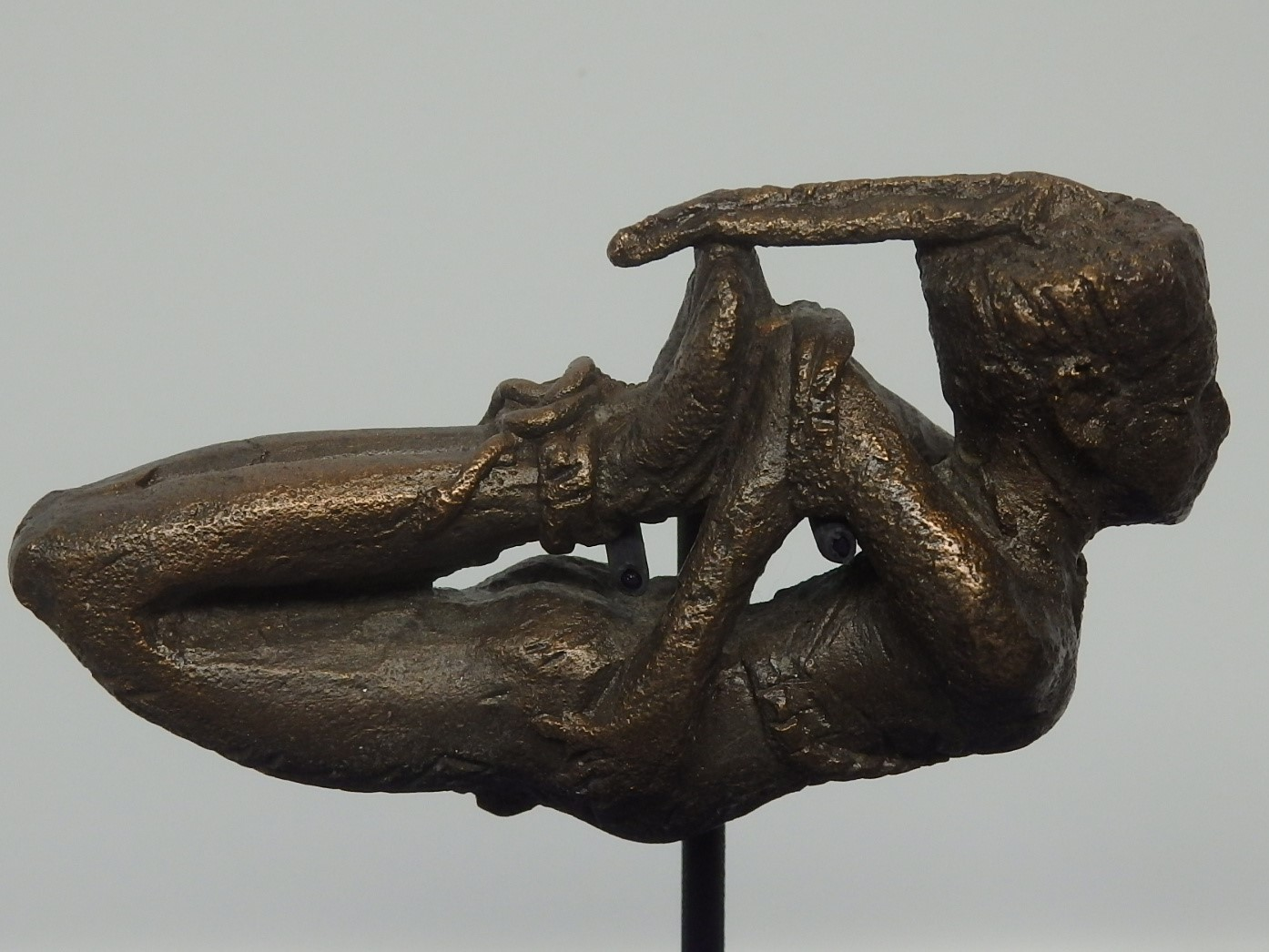
Bức tượng nhỏ bằng đồng của người Kush có niên đại vào thế kỷ thứ 1 TCN. Dòng chữ bằng tiếng Meroë ở mặt dưới của nó cho chúng ta biết rằng người tù binh này là một vị vua Nubia.

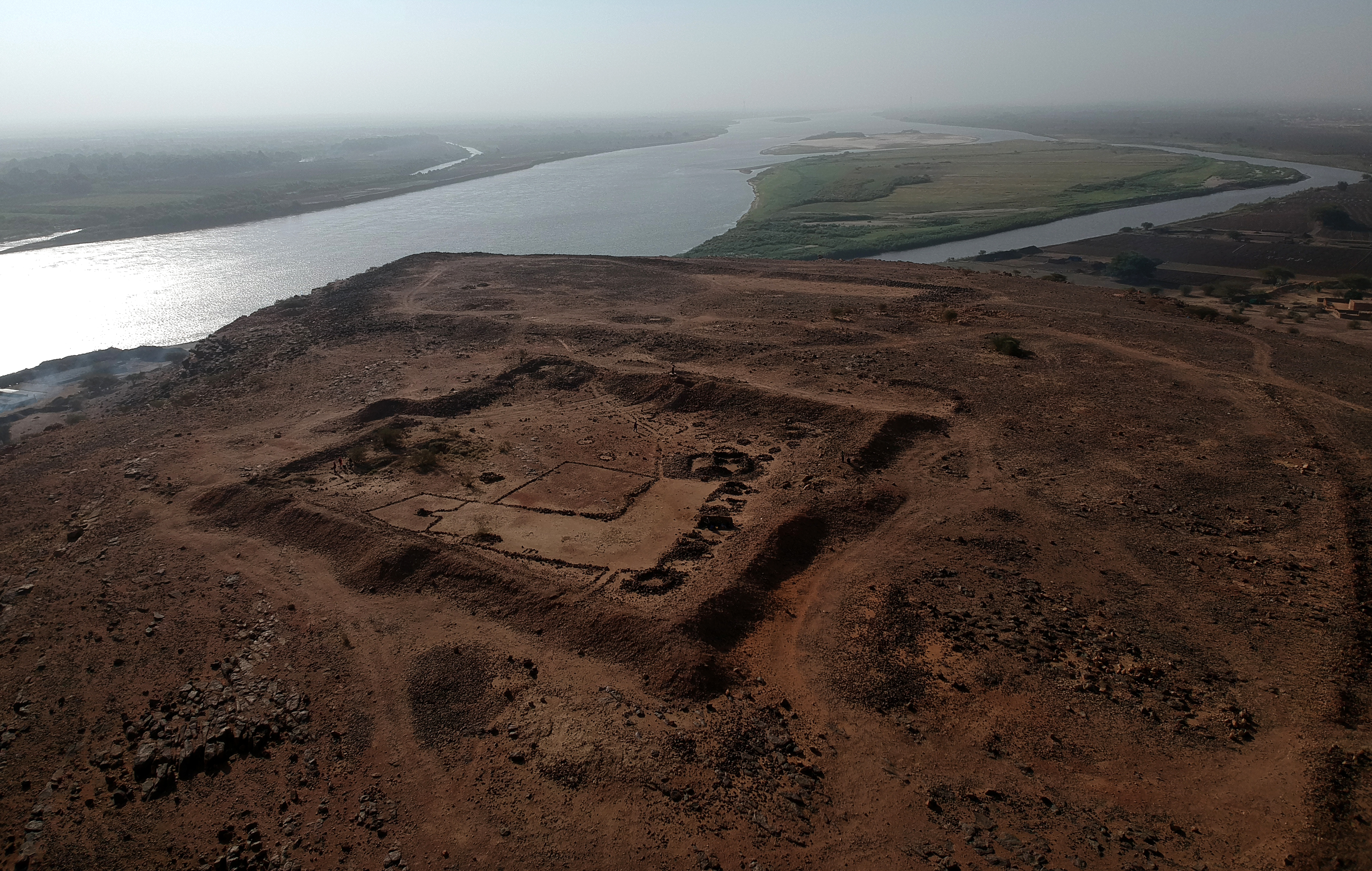
Tàn tích của pháo đài Umm Marrahi gần Omdurman, nó có niên đại là vào thế kỷ thứ 6

### Kitô hóa và giai đoạn đỉnh cao

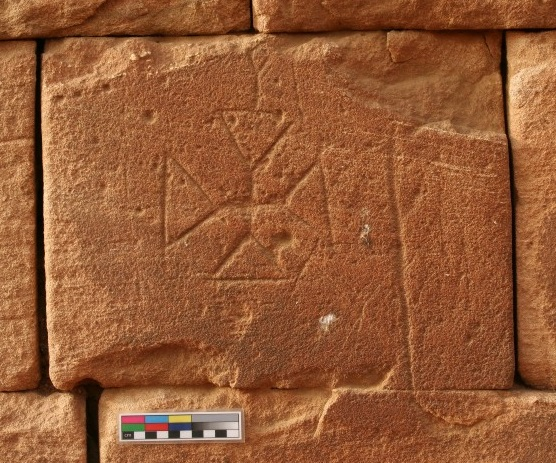
graffito hình chữ thập đến từ Musawwarat es-Sufra

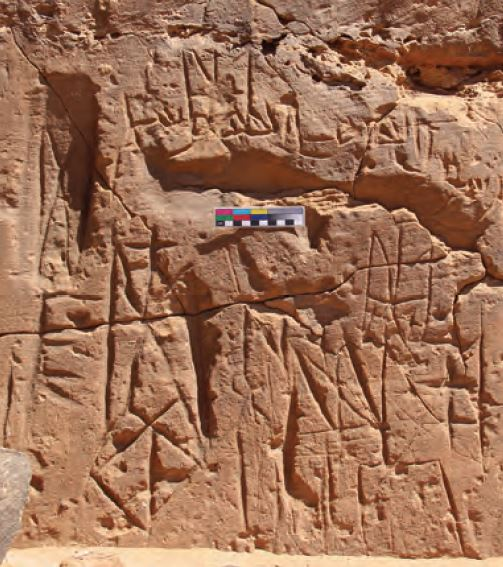
Những Chữ lồng Tổng lãnh thiên thần Micae ở một mỏ đá gần Meroe. Những chữ lồng như vậy dường như là những chữ khắc phổ biến ở Alodia, trong khi những bản khắc dài hơn thì tương đối hiếm.

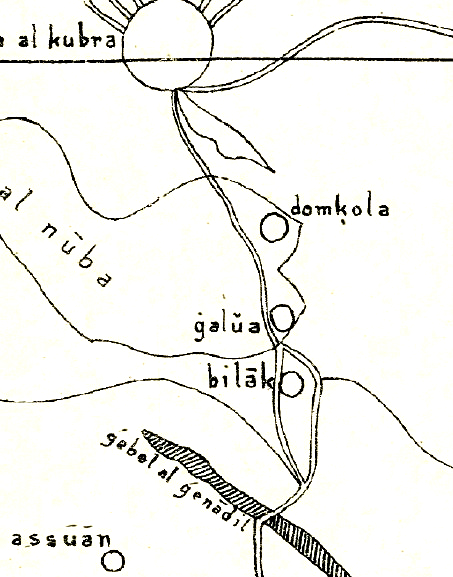
Bản đồ ngược hướng Nam của Nubia do al-Idrisi vẽ (năm 1192 CN). Alodia ("galua") bị miêu tả nhầm là ở phía bắc của Makuria ("domkola", theo tên của Dongola, kinh đô của người Makuria).

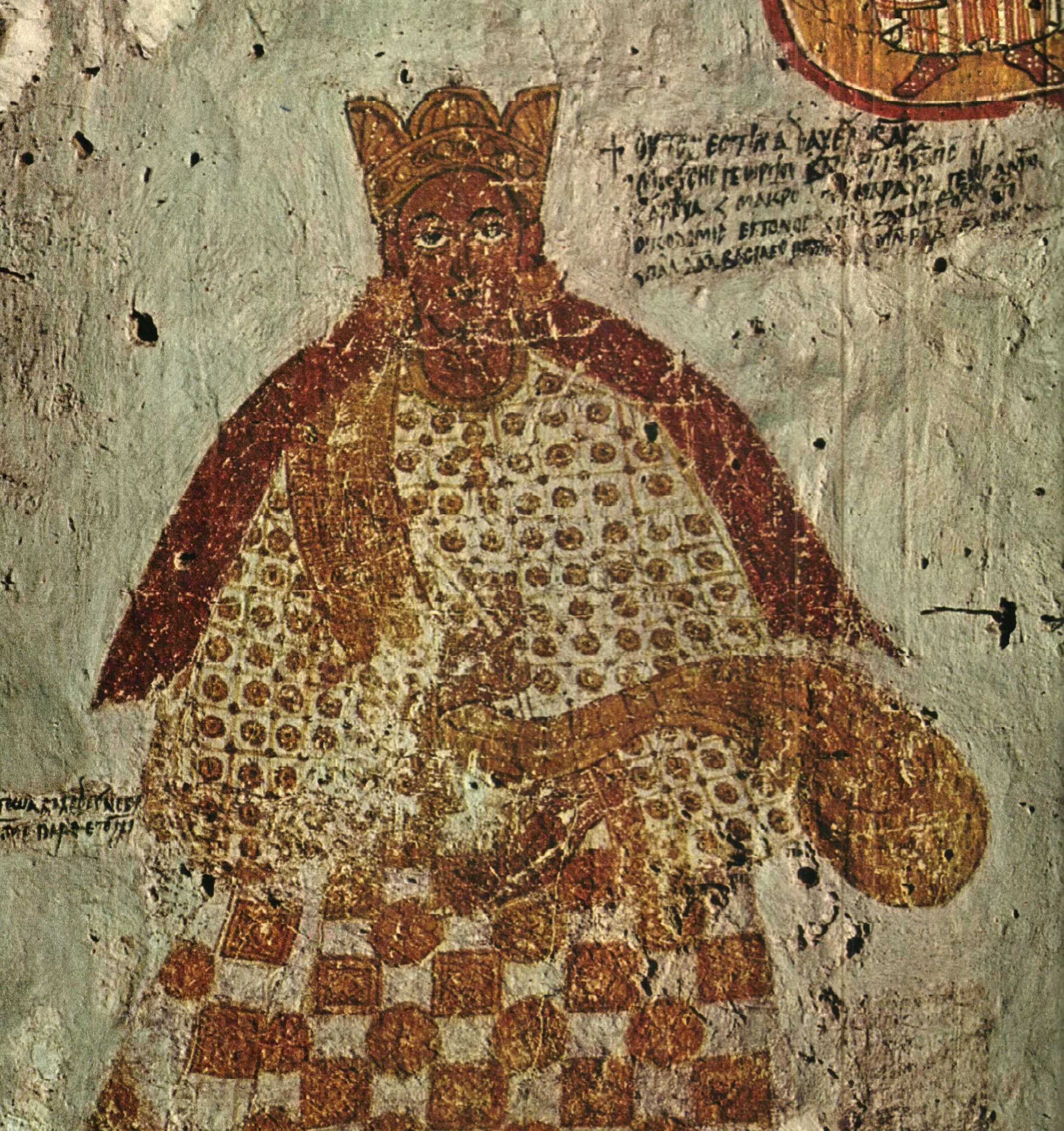
Vua Mouses Georgios có thể đã đồng thời là vua của Makuria và Alodia. Faras, niên đại là vào cuối thế kỷ thứ 12.

### Suy tàn

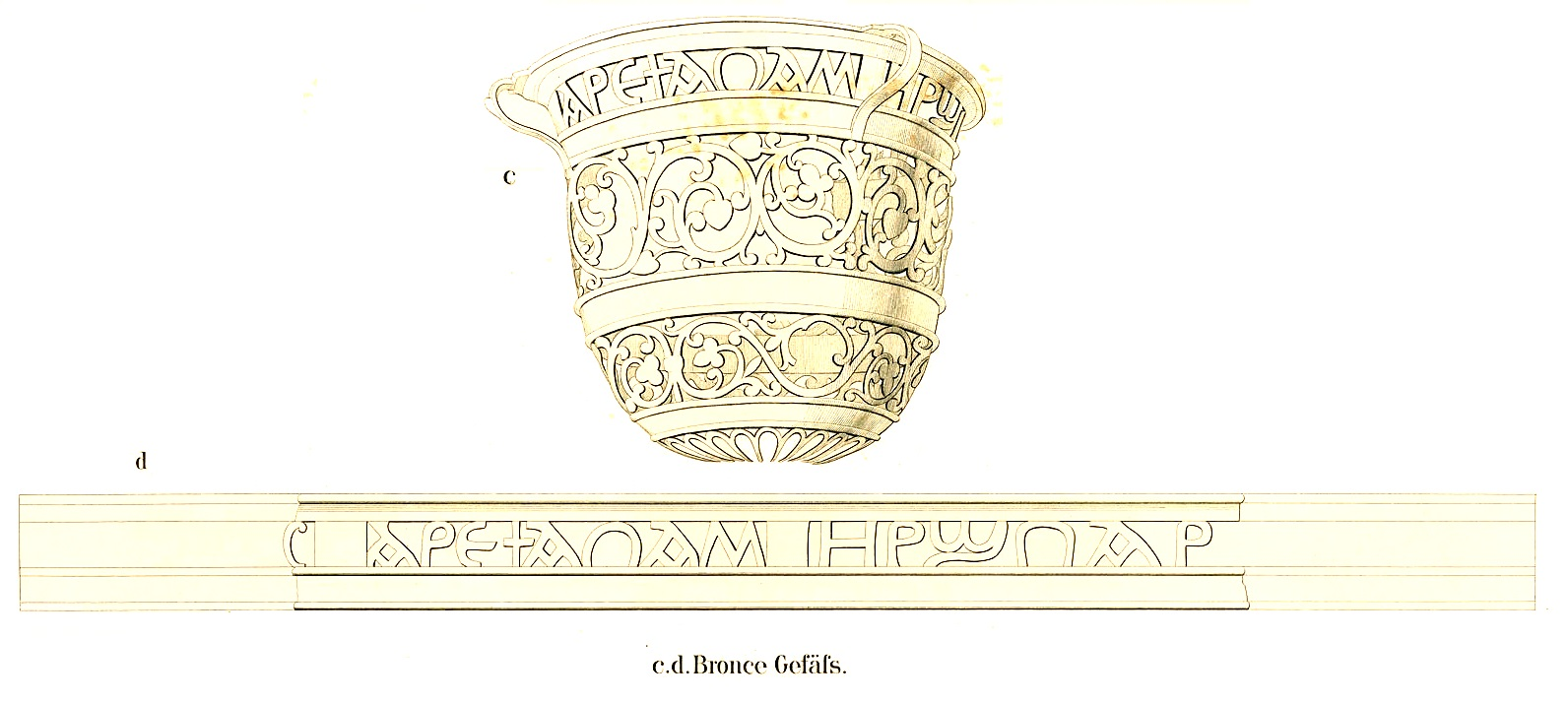
Lư hương bằng đồng có khắc dòng chữ bằng tiếng Nubia bị hư hại. Nó được cho là được phát hiện ở Soba.

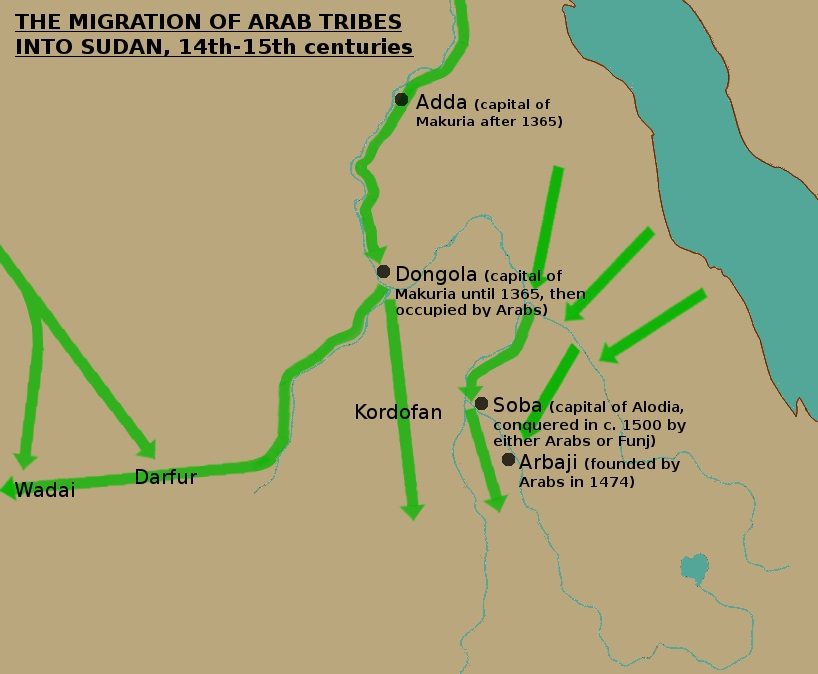
Bản đồ miêu tả các tuyến đường di dân được các bộ lạc Ả rập sử dụng để tiến sâu vào Sudan

### Sụp đổ

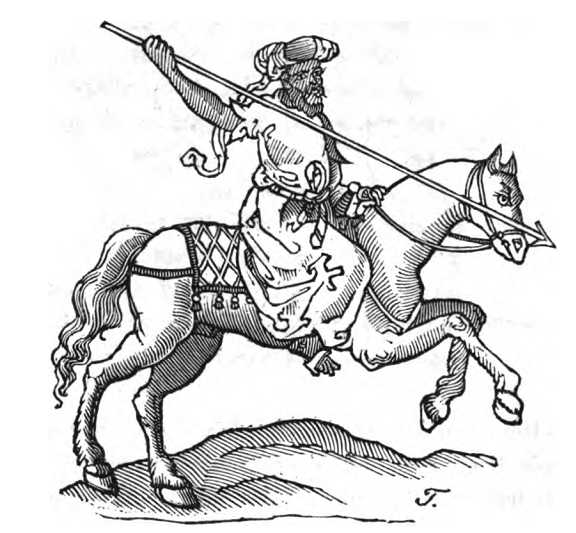
Tranh minh họa một kỵ sĩ Ả rập vào giai đoạn cuối thế kỷ 15 của Arnold von Harff

### Di sản

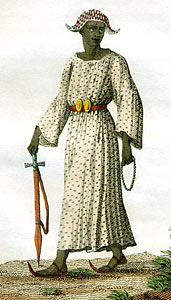
Tổng đốc Funj của Fazughli được Frédéric Cailliaud vẽ vào đầu thế kỷ thứ 19. Ông ta đội một taqiya umm qarnein trên đầu.